# 佐野旦斎
佐野 旦斎（さの たんさい）は、日本の造園家。作庭家。佐野太一郎。同じく造園家の佐野越守の弟。
「寸庭」という創作思想を打ち出す。代表作に、吉兆高麗橋店の庭、ロックフェラー3世ビル松風荘など。